# Terrence Williams
Terrence Williams (Seattle, 28 de junho de 1987) é um jogador norte-americano de basquete profissional que atuou na  National Basketball Association (NBA). Foi o número 11 do Draft de 2009.